# Hi-hat
Lo hi-hat (chiamato anche, in italiano e altre lingue ma non in inglese, charleston) è uno strumento musicale composto da una coppia di piatti montati orizzontalmente su un supporto metallico dotato di pedale, che ne consente l'impiego a un batterista seduto.

## Caratteristiche
Grazie a un meccanismo a pedale che permette all'esecutore di sollevare il piatto superiore dal piatto inferiore separandoli, le sfumature sonore che si possono ottenere sono molteplici.
Nei contesti di musica moderna i piatti hi-hat sono suonati con le bacchette o con le spazzole tenendo i due piatti chiusi, semi-chiusi o aperti. Il suono denso dei piatti hi-hat suonati aperti è molto utilizzato nella musica heavy metal, dove le chitarre elettriche distorte non lasciano spazio ad esecuzioni fragili.
Una sonorità importante è anche quella cosiddetta foot splashes che si ottiene facendo colpire i due piatti fra loro con il pedale e sollevando subito il piede, lasciando i piatti liberi di vibrare. Per allineare correttamente i piatti e favorire questa tecnica, il piatto bottom può essere inclinato per mezzo di una vite di regolazione posta accanto al tubo verticale del supporto. Quando il piede chiude i due piatti aperti, arrestandone la vibrazione, si ottiene un suono secco chiamato chick.
Solitamente il piatto top è più leggero del bottom. In commercio si trovano anche coppie di top e bottom con caratteristiche completamente diverse.
Esistono anche dei piatti bottom con il bordo ondulato o con dei fori sulla superficie: questi accorgimenti servono ad eliminare il caratteristico suono del fruscio dell'aria che esce quando il charleston viene chiuso.

## Accessori per il charleston
Esistono speciali hi-hats, detti remote hi-hats, posizionabili in punti diversi del set rispetto all'ubicazione standard, generalmente usati in aggiunta a quello normale, e forniti di meccanismi di trasmissione del movimento a cavo. Ci sono anche dei sostegni per piatti hi-hat chiusi che sono usati soprattutto dalle persone che usano il doppio pedale. Un'alternativa più economica a questo speciale sostegno è data dal drop clutch: questo dispositivo, è attaccato all'asticella dell'hi-hat al posto del fermo normale e ha una grande leva, che, quando viene abbassata mediante le mani o le bacchette, libererà il piatto superiore dalla presa, facendolo cadere su quello inferiore. Il piatto superiore tornerà ad essere attaccato al fermo, semplicemente premendo il pedale del charleston.